# Prays liophaea
Prays liophaea là một loài bướm đêm thuộc họ Yponomeutidae.